# Султанов, Файзулла Валеевич
Файзулла́ Вале́евич Султа́нов (баш. Фәйзулла Вәли улы Солтанов; 1922—1992) — советский государственный и партийный деятель, Председатель Президиума Верховного Совета Башкирской АССР (1967—1990).

## Биография
Родился 15 октября 1922 года в деревне Байдавлетово (ныне Зианчуринский район Башкортостана). После окончания средней школы поступил в педагогический техникум в городе Стерлитамаке.
В 1939—1941 годах работал учителем сельских школ Зианчуринского района.
Принимал участие в Великой Отечественной войне. С 1943 года вновь преподавал в школах Зианчуринского района.
В 1946—1948 годах работал в Зианчуринском райкоме ВЛКСМ, а с 1950 года — в Башкирском областном комитете КПСС.
В 1956 году окончил Башкирский государственный педагогический институт им. К. А. Тимирязева (ныне Уфимский университет науки и технологий), а в 1960 году — Академию общественных наук при ЦК КПСС. В 1939—1946 годах работал учителем в школах Зианчуринского района.
С 1961 года являлся ректором Бирского педагогического института, а с 1963 года — секретарём Башкирского областного комитета КПСС.
В 1967—1990 годах являлся Председателем Президиума Верховного Совета Башкирской АССР.
Участвовал в работе XXIV, XXV, XXVI съездов КПСС, избирался депутатом Верховного Совета БАССР с седьмого по одиннадцатый созыв, в 1971—1990 годы (четыре созыва подряд) — депутатом Верховного Совета РСФСР.
Умер 24 ноября 1992 года в Уфе. Похоронен на Мусульманском кладбище рядом с супругой Факией Амировной.

## Награды
- 2 ордена Трудового Красного Знамени (1971, 1976).
- орден Отечественной войны 1-й степени (1988).
- орден Красной Звезды (1966).
- орден Дружбы народов (1982).
- орден «Знак Почёта» (1966).

## Память
Именем Султанова Файзуллы Валеевича названа улица и средняя школа № 3 в селе Исянгулово.
В 2002 году — в честь 80-летия со дня его рождения Ф.В. Султанова — в Уфе была открыта мемориальная доска на доме № 1 по улице Энгельса, где он жил и работал долгие годы. Памятная доска установлена на здании начальной школы в деревне Байдавлетово, где когда-то учился Ф.В. Султанов. 